# IC 3723
IC 3723 је спирална галаксија у сазвјежђу Ловачки пси која се налази на листи објеката дубоког неба у Индекс каталогу.
Деклинација објекта је + 40° 44' 14" а ректасцензија 12h 44m 30,6s. Привидна величина (магнитуда) објекта IC 3723 износи 15,1 а фотографска магнитуда 15,9. IC 3723 је још познат и под ознакама MCG 7-26-48, MK 441, CGCG 216-24, PGC 42914.